# Наджмиддинова, Феруза Муродуллаевна
Ферузахон Муродуллаевна Наджмиддинова  (род. 24 июня 1992 года, Ташкент) — узбекская журналистка, правозащитница. В настоящее время работает заместителем главного редактора в интернет-издании Qalampir.uz.

## Биография

### Детство и образование
Родилась 24 июня 1992 года в Ташкенте. В Ташкенте она окончила факультет театроведения в Узбекском государственном институте искусств и культуры.

### Деятельность журналистки
С 2019 года Наджмиддинова работает в интернет-издании Qalampir.uz, на данный момент является заместителем главного редактора. В 2021 году стала победительницей конкурса «самый активный журналист года». Журналистская деятельность 2020—2021 годов связана с критическими и аналитическими материалами. Наджмиддинова стала известна своими репортажами и интервью на актуальные темы.

#### Репортаж о работе заведений общественного питания
Она опубликовала один из таких репортажей 6 августа 2021 года. В нём отмечалось, что несмотря на то, что в соответствии с решением республиканской специальной комиссии с 20 июля в Узбекистане объекты общественного питания-рестораны, кафе, столовые и чайханы — могут работать только на открытом воздухе с 8:00 до 20:00, большинство кафе и ресторанов в Ташкент-Сити переполнены до 22:00, что позволяло обслуживать посетителей как внутри, так и снаружи.

### Дискредитация
На следующий день после публикации репортажа, 7 августа в социальных сетях был опубликован медиа-материал дискредитирующий Ферузу Наджмиддинову. После этого интернет-издание «Qalampir.uz» сделало отдельное заявление с поддержкой оклеветанной журналистки..

### Поддержка
Вслед за заявлением «Qalampir.uz» активистки социальной сети, блогеры, журналисты, депутаты и ряд других знаменитостей поддержали интернет-издание и его журналистку Ферузу Наджмиддинову. Большинство из них прикрепили к своим сообщениям хэштег #men_feruzaman. «Феруза, мы вместе с Вами! Мы на Вашей стороне!», — отреагировала председатель Сената Узбекистана Танзила Норбоева. Общенациональное движение «Юксалиш» указало, что произошедшее «противоречит нормам права и морали, политике Главы государства, направленной на обеспечение свободы слова и защиту профессиональной деятельности представителей средств массовой информации».
Председатель Попечительского совета Общественного фонда масс-медиа Комил Алламжонов отметил, что «организованное преследование в интернете остаётся одним из самых отвратительных способов давления на журналистов». Заместитель председателя Попечительского совета фонда масс-медиа Саида Мирзиёеванаправила отдельное видеообращение журналисткам и блогер женщинам, призвав их «не гасить надежду». Саида Мирзиёева в социальных сетях прикрепила к посту хештег #men_feruzaman.
На организованную клевету по отношению к Ферузе Наджмиддиновой, распространённое в социальных сетях видео отреагировали посол США Даниэл Н. Розенблюм и посол Великобритании Тим Торлот в Узбекистане через свои страницы в Twitter.